# Mischbrot

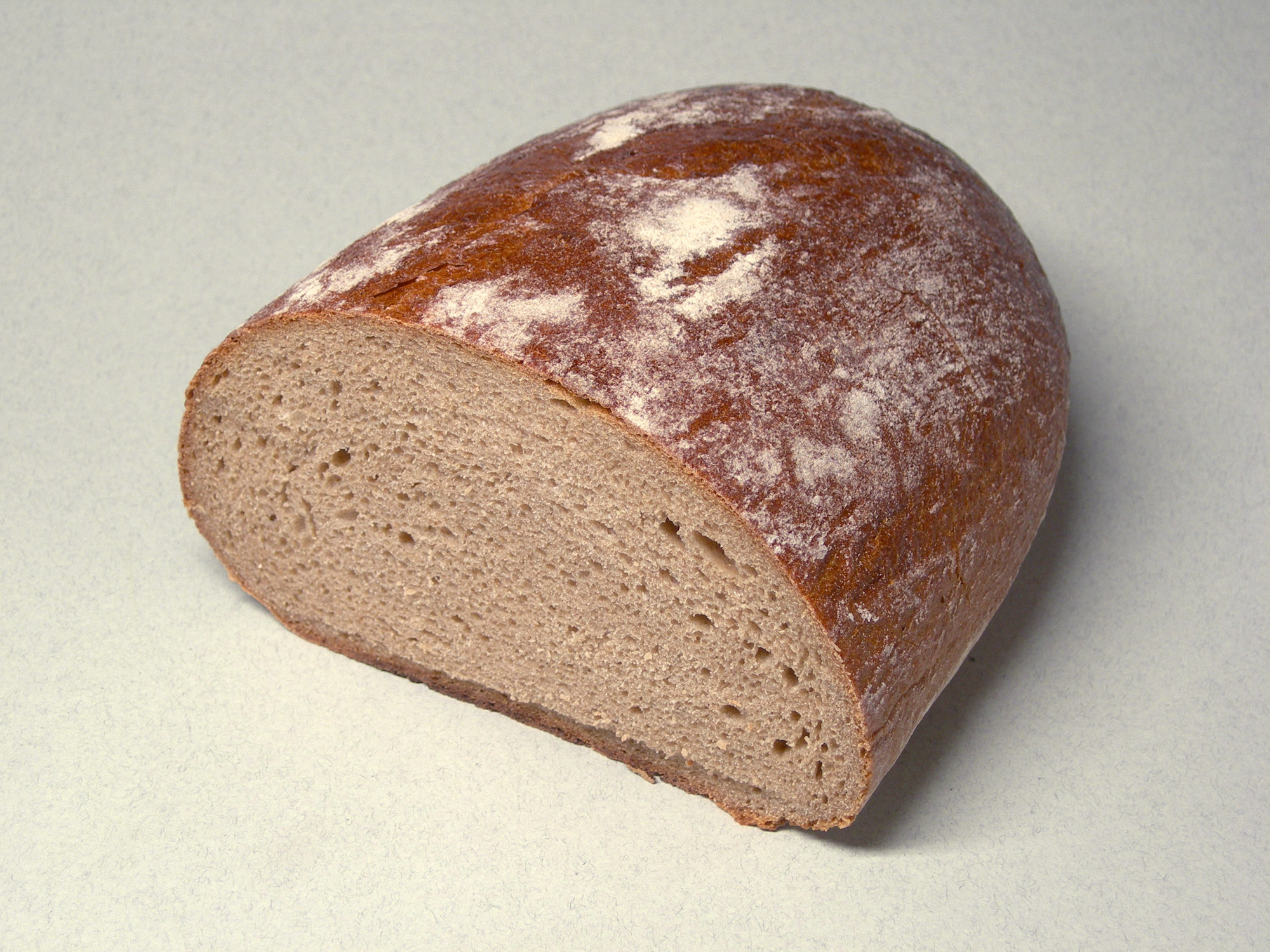
Roggenmischbrot

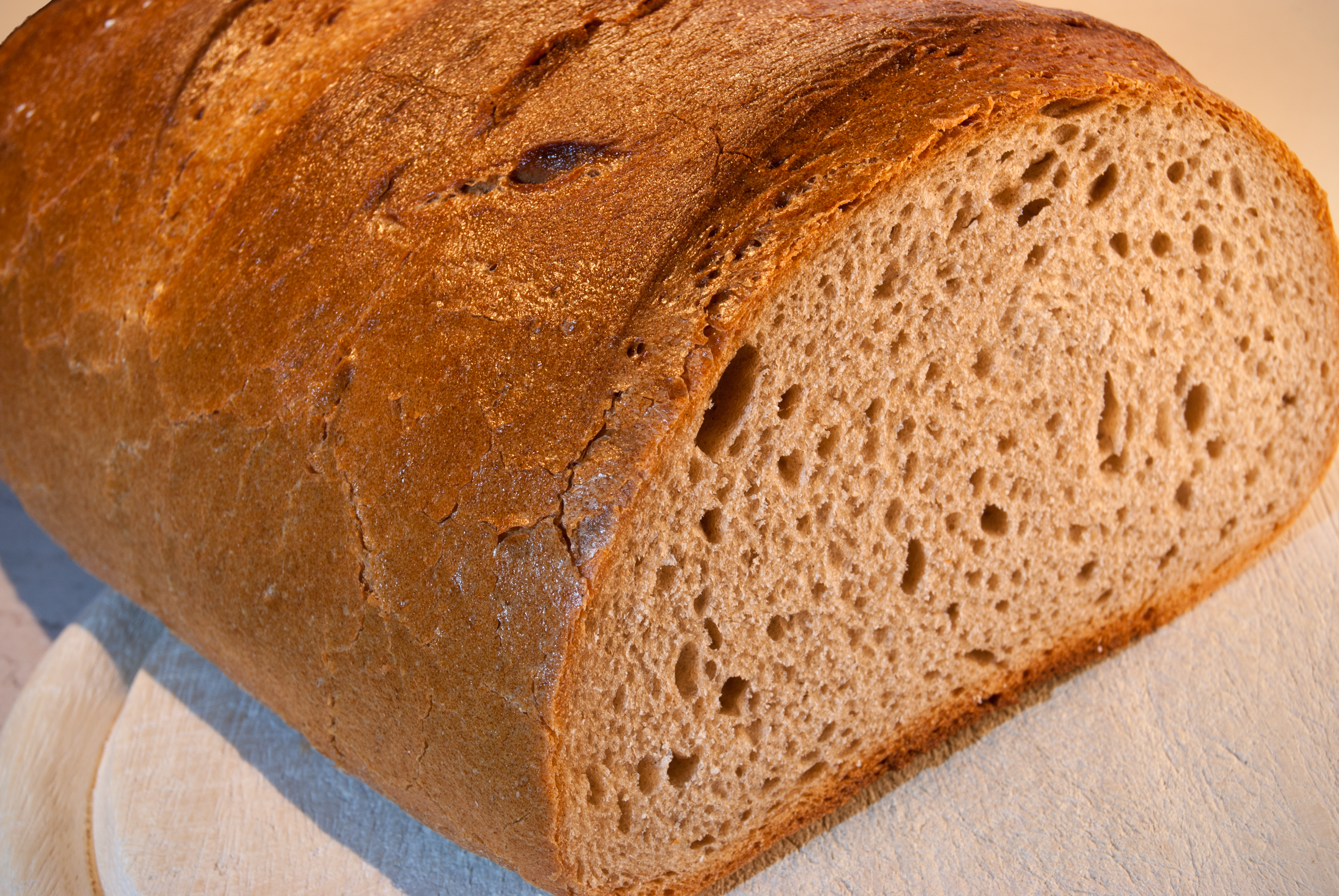
Kasseler Brot ist ein Weizenmischbrot

Mischbrot, in manchen Regionen Deutschlands (z. B. Teilen von Niedersachsen, Nordrhein-Westfalen, Bayern, Hessen und Rheinland-Pfalz) als Graubrot, in Süddeutschland, Österreich und der Schweiz auch als Schwarzbrot bezeichnet, ist ein mit Sauerteig oder Hefe gebackenes Brot aus einer Mischung von Weizen- und Roggenmehl. Mischbrot ist milder im Geschmack als Roggenbrot und hat eine lockerere Krume. Der Großteil der in Deutschland angebotenen Brote sind Mischbrote.
Hierbei unterscheidet man zwei Kategorien, nämlich Roggenmischbrot und Weizenmischbrot, bei denen das namensgebende Getreide  jeweils mehr als 50 % der insgesamt enthaltenen Getreidemenge ausmacht (also ohne Wasser und andere Zutaten).

## Lebensmittelrechtliche Bestimmungen in Deutschland
Roggenmischbrot besteht zu mehr als 50 % aus Roggenmehl, bei über 90 % (jeweils bezogen auf die Gesamtmasse des verwendeten Getreides) spricht man von Roggenbrot. Bei Weizenmischbrot gelten analog dieselben Grenzen.
Mit zunehmendem Roggenanteil im Mischbrot erhält man eine längere Frischhaltung und einen kräftigeren Geschmack. Ein höherer Weizenmehlanteil ergibt ein Brot mit höherer Lockerung und milderem Geschmack.
Die Zutaten für ein Mischbrot sind: Roggen- und Weizenmehl (bzw. Schrot), Wasser, Sauerteig, ggf. zusätzlich oder als Ersatz für echten Sauerteig Teigsäuerungsmittel (z. B. Buttermilch oder Zitronensaft; in der industriellen Fertigung häufig Sauerteigextrakt, Fertigsauer), bei nichttraditioneller Herstellung zusätzlich Hefe (die in echtem Sauerteig ohnehin enthalten, jedoch dort nicht unbedingt ein Zuchtstamm ist), Salz und ggf. Brotgewürze wie Kümmel, Anis, Fenchel und Koriander.
Das Mischbrot gibt es in vielen regionalen Bezeichnungen, wie z. B. Feierabendbrot, Frühlingskruste oder Urbrot. Zusätzlich zu diesen Fantasienamen muss dem Kunden zur Kenntnis gebracht werden, um welche Mischbrotart es sich handelt. Das Brot darf nur mit der offiziellen Angabe der Brotsorte, also der Verkehrsbezeichnung, verkauft werden. Eine Ausnahme bilden bestimmte geographische Bezeichnungen, die wegen ihrer Mahlerzeugnisse nach dem Lebensmittelrecht alleinstehend gültig sind.

## Geographische Bezeichnungen
- Das Paderborner, das von Köln aus sich verbreitende Oberländer Brot und Bayerisches Hausbrot sind überregional verbreitete, kräftige Roggenmischbrote.
- Das Warburger ist ein überregional verbreitetes, kräftiges Mischbrot in länglich-ovaler Form.
- Das Kasseler Brot und das Schwarzwälder Brot sind überregional verbreitete Weizenmischbrote.